# Национальный институт авиационных технологий
Национальный институт авиационных технологий (НИАТ) — научно-исследовательский институт Российской Федерации, проводящий широкий спектр исследований и разработок в области производства авиационной и другой сложной техники. Основан в 1920 году.

## История создания
Национальный институт авиационных технологий (НИАТ) является правопреемником Центрального института труда (ЦИТ), созданного в 1920 году в качестве научно-методического центра в области научной организации труда.
В 1930-х годах основное внимание ЦИТ было сконцентрировано на авиационной промышленности. ЦИТ имел в своём составе конструкторское бюро по проектированию технологического оборудования, которое производилось на заводах, подчинённых институту.
24 ноября 1940 года на базе ЦИТ приказом Наркомата авиационной промышленности СССР был создан Трест организации авиационной промышленности «Оргавиапром», которым руководил один из создателей авиационной промышленности СССР П. Г. Щедровицкий.
27 апреля 1944 года трест «Оргавиапром» был переименован в Научно-исследовательский институт по организации авиационной промышленности «Оргавиапром» (НИИ «Оргавиапром»). 26 мая 1947 года приказом Министерства авиационной промышленности СССР НИИ «Оргавиапром» был переименован в Научно-исследовательский институт технологии и организации производства., а впоследствии вновь был переименован в Национальный институт авиационных технологий (НИАТ).
В ходе Великой Отечественной войны многие авиационные заводы были эвакуированы из центра страны на восток, а также многократно увеличили выпуск боевой авиатехники. В этой работе активное участие приняли сотрудники НИАТ, свыше 1000 специалистов были командированы на эвакуированные предприятия, и там налаживали производство, проектировали оборудование, оснастку, инструмент, осваивали технологии массового производства, обучали производственные кадры.
После окончания второй мировой войны НИАТ внёс большой вклад в освоение реактивной авиации, расширение производства авиатехники и перестройку авиационного производства на выпуск гражданской продукции. В основных региональных центрах авиационной промышленности было организовано восемь филиалов НИАТ, кроме этого, на ряде отдалённых от центра страны заводах были созданы базовые лаборатории и отделы института.

## Направления деятельности института
Основная сфера деятельности НИАТ — обеспечение серийного производства авиационной и другой сложной техники. Институт наряду с традиционными технологиями разрабатывает передовые технологии для промышленности, такие как электронно-лучевые, лазерные, гидроабразивной обработки, ионно-плазменные, изготовления компонентов из ПКМ, точного литья, и др. Всего НИАТ разработал и сопровождает около 1200 технологий. Первый станок с ЧПУ и первая гибкая производственная система в стране были созданы в НИАТ.
НИАТ принимал участие в технологическом проектировании и организации серийного производства: самолётов Ил-86, Ил-96, Ту-204, Ту-334, SSJ-100, МС-21, Бе-200, ОК «Буран», вертолета Ми-26.
Одним из основных заказчиков института является Российская Федерация, также НИАТ сотрудничает с  авиационными, промышленными и образовательными научными центрами и организациями: ЦАГИ, ВИАМ, ОНПП «Технология», ЦИАМ, МГУ, МГТУ им. Баумана, МАИ, МГТУ «Станкин» и др. Институт участвует и в деятельности профессиональных общественных организаций, таких как Союз авиапроизводителей России и Ассоциация компаний авиационных интерьеров(АКАИ)